# Scopula uvarovi
Scopula uvarovi là một loài bướm đêm trong họ Geometridae.